# Parlatoria piceae
Parlatoria piceae är en insektsart som beskrevs av Sadao Takagi 1956. Parlatoria piceae ingår i släktet Parlatoria och familjen pansarsköldlöss. Inga underarter finns listade i Catalogue of Life.